# Chicago nach Mitternacht
Chicago nach Mitternacht (Originaltitel: Chicago After Midnight) ist ein US-amerikanisches Stummfilmdrama aus dem Jahr 1928 von und mit Ralph Ince. Das Drehbuch basiert auf einer Originalstory von Charles Harris.

## Handlung
Der Gangster Jim Boyd verbüßt eine 15-jährige Haftstrafe, als Hardy, ein rivalisierender Gauner, ihn betrügt. Nach seiner Entlassung aus dem Gefängnis sucht Boyd Hardy in Chicago auf, wo er ein Café betreibt und Raubkopien verkauft. Er macht Bekanntschaft mit Mona Gale, einer Tänzerin in Hardys Café, die mit dem Orchesterleiter Jack Waring verlobt ist. Boyd weiß nicht, dass Mona seine Tochter Berty ist. Er erschießt Hardy während einer Schlägerei und hinterlässt Beweise, die darauf schließen lassen, dass Waring der Mörder ist.
Nach Hardys Tod schließt sich Mona Boyds Bande an, um Beweise für die Unschuld ihres Verlobten zu sammeln. Die Bandenmitglieder entdecken, dass Mona mit der Polizei zu tun hat und beginnen, sie zu foltern. Nachdem er in letzter Minute von Monas Beziehung zu ihm erfahren hat, erreicht Boyd rechtzeitig das Versteck der Bande, um sie zu retten. Er gesteht, Hardy getötet zu haben, bevor er an einer Wunde stirbt, die ihm einer seiner eigenen Bandenmitglieder zugefügt hat, und gibt dem entlasteten Waring so die Möglichkeit, Mona zu heiraten.

## Hintergrund
Walter Plunkett war für das Kostümbild zuständig.
Da keine Kopien der sieben Filmrollen existieren, gilt der Film als verschollen.

## Veröffentlichung
Die Premiere des Films fand am 4. März 1928 statt. 1929 kam er in Österreich in die Kinos.

## Kritiken
Mordaunt Hall von der The New York Times beschrieb den Film als eine ungewöhnlich gut gespielte und geschickt inszenierte Unterweltgeschichte.